# Александрув (Опольское воеводство)
Алекса́ндрув (пол. Aleksandrów) — село в Польше в гмине Прашка Олесненского повета Опольского воеводства.

## География
Село находится в 7 км от административного центра гмины города Прашка, 26 км от административного центра повета города Олесно и 70 км от центра воеводства Ополе.

## История
В 1975—1998 годах село входило в Ченстоховское воеводство.